# Pötschenstein
Der Pötschenstein ist ein 1359 m ü. A. hoher Gipfel des Sandlingmassivs am Westrand des Toten Gebirges an der Landesgrenze Steiermark–Oberösterreich im Salzkammergut.

## Lage und Landschaft
Der Berg erhebt sich nordwestlich von Altaussee, über Ramsau und der Blaa-Alm. Er ist ein nordöstlicher Vorgipfel des Hohen Sandlings (1717 m ü. A.). Vom eigentlichen Sandlingstock ist er durch die Linie Sandlingbach (Kaslbach) – Ausseer Sandlingalm – Hinterer Sandlinggraben getrennt. Nördlich grenzt der Fludergrabenbach zum Höherstein (1388 m ü. A.) ab, der durch den Sattel beim Pitzingmoos verbunden ist.
Das Gipfelplateau bricht mit Ausnahme des sanften Anstieges im Westen allseits in Felswänden ab.

## Geologie
Der Gipfel gehört zu der das Sandling-Gipfelmassiv kranzförmig umgebenden Zone des Massigen Hellkalks, der in das untere Norium, vor ungefähr 225 Mio. Jahren, datiert wird. Sein Fundament sind Allgäuschichten des Unterjura (200–180 Mio. Jahre). Dabei wird der Hellkalk als umgelagerte Hallstätter Decke interpretiert. Am Sattel der Sandlingalm liegt Haselgebirge aus dem Komplex des Altausseer Salzbergs.

## Geschichte, Erschließung und Natur
Der Name Pötschen kommt wohl von slawischen pečina ‚[überhängende] Felswand, Höhle‘, ein Wort, das dieselbe Bedeutung wie deutsch Ofen hat. Das Wort findet sich auch beim bekannteren Pötschenpass an der Sandling-Südflanke.
Der Gipfel wird selten begangen, zu ihm verläuft nur ein unmarkierter Steig von der Sandlingalm. Er bietet aber gute Aussicht ins Ausseerland. Der Nordalpenweg (Weitwanderweg 01) passiert von der Blaaalm zur Sandlingalm südöstlich unterhalb.
Der Berg gehört zum umfangreichen Landschaftsschutzgebiet Salzkammergut (LSG 14b).